# Gestion des actifs logiciels
La gestion des actifs logiciels, équivalent français du terme anglais software asset management (SAM), est une pratique de management qui consiste à gérer et à optimiser l'achat, le déploiement, la maintenance, l'utilisation et l'élimination des actifs logiciels au sein d'une organisation. Selon le référentiel ITIL, elle est définie comme « …all of the infrastructure and processes necessary for the effective management, control and protection of the software assets…throughout all stages of their lifecycle ». Ses objectifs sont de réduire à la fois les risques commerciaux et juridiques d'une part, et les coûts d'autre part tout en maximisant le service rendu.
La gestion des actifs logiciels est un sous-ensemble de la gestion des actifs informatiques (IT Asset Management) qui fait maintenant l'objet de la norme ISO/CEI 19770.